# Globidrillia paucistriata
Globidrillia paucistriata é uma espécie de gastrópode do gênero Globidrillia, pertencente a família Drilliidae.